# Александрув (Ґарволінський повіт)
Александрув (пол. Aleksandrów) — село в Польщі, у гміні Ласкажев Ґарволінського повіту Мазовецького воєводства.
Населення — 55 осіб (2011).
У 1975-1998 роках село належало до Седлецького воєводства.

## Демографія
Демографічна структура станом на 31 березня 2011 року:
|          | Загалом | Допрацездатний вік | Працездатний вік | Постпрацездатний вік |
| -------- | ------- | ------------------ | ---------------- | -------------------- |
| Чоловіки | 30      | 6                  | 21               | 3                    |
| Жінки    | 25      | 6                  | 12               | 7                    |
| Разом    | 55      | 12                 | 33               | 10                   |